# Stizolestes gayi
Stizolestes gayi là một loài ruồi trong họ Asilidae. Stizolestes gayi được Macquart miêu tả năm 1838.